# Hrvatska šutnja
Hrvatska šutnja je izraz koji se odnosi na potiskivanje hrvatskog nacionalnog identiteta u SFRJ već poslije 1948. godine (na mjesto ubijenog Andrije Hebranga, koji je krajem 1944. godine pokrenuo inicijativu za osnivanje Telegrafske agencije Hrvatske, došao je poslušni Vladimir Bakarić), a pogotovo za vrijeme strahovlade u Socijalističkoj Republici Hrvatskoj nakon gušenja Hrvatskog proljeća na sjednici u Karađorđevu. 
Nakon tog udara na hrvatski vrh krajem 1971. godine, jugoslavenske vlasti su provodile upokoravanje Hrvatske na način da je uspostavljena tzv. "hrvatska šutnja" koja je potrajala sve do 1989. godine: svako javno zauzimanje za hrvatski nacionalni interes tretiralo se kao zakonom kažnjivi nacionalizam. U komunističkom sustavu mnogi su s lakoćom bili obilježeni kao "neprijatelji naroda" što je opravdavalo svaku vrstu represije nad njima - tijekom desetljeća socijalizma bilo je u Hrvatskoj, procjenjuje se, oko 130 tisuća političkih zatvorenika - i uskraćivanje ljudskih prava, poput prava da se školuju, da se zapošljavaju, da putuju izvan države, da objavljuju knjige i članke.
Slavko Eseš je u Obnovljenom životu 1990. godine primijetio: "Ne znam i sumnjam da li su pisane knjige o nacionalizmu bilo kojeg jugoslavenskog naroda osim hrvatskog; da li uz knjigu Suvremeni hrvatski nacionalizam ima nešto slično npr. o makedonskom, slovenskom ili srpskom nacionalizma, i da li su autori i izdavači iz iste republike, dapače i nacije. Čini se da su taj "privilegij" stekli samo Hrvati. I to ih prati desetljećima. Nacionalizam, "maspok", ostat će, čini se, vječni hrvatski "epiteton ornans",kojim će se stalno upozoravati "šutljivu republiku" da ima da "ćuti", odnosno prigovarati joj da se ti "vampiri maspoka" ponovo javljaju, a "šutljiva republika" (istaknuto u originalu - S. E.) uglavnom "ćuti", kako se to navodi u NIN-u (br. 1993, od 12. ožujka 1989) u članku "Vampiri maspoka"".
Izraz "hrvatska šutnja" se također koristi za službeni stav SKH za vrijeme razdoblja antibirokratske revolucije od 1987. do 1989. i propustu njegovog vodstva da javno osudi politiku Slobodana Miloševića.

## Do Hrvatskoga proljeća
Duga je i teška hrvatska šutnja. Oni koji dižu glas za hrvatsku samostalnost, bivaju ubijeni ili završavaju u zatvoru. Dašak svježine u policijskoj državi koja nazivom daje na znanje da je socijalistička - osjeća se tek u vrijeme europskih gibanja svršetkom šezdesetih, kada se pojavljuje Deklaracija o nazivu i položaju hrvatskog književnog jezika.

## Poslije Hrvatskoga proljeća
Epilog hrvatskog nacionalnog pokreta bio je nova politička emigracija, prepuni sudovi i zatvori. Nastupilo je doba oštre represije koja je u nekim nacionalno miješanim sredinama imala značajke protuhrvatskih pogroma. Počele su olovne godine i hrvatska šutnja.

## Nakon kraja socijalizma
I nakon završetka socijalističkog razdoblja, ostao je termin "hrvatska šutnja" kao stereotipični izraz koji se povremeno koristi za Hrvate ili stanovnike Hrvatske koji su neskloni kritizirati vlast ili joj se suprotstavljati, čak i kada je tuđinska, tiranska, korumpirana, nesposobna ili radi na njihovu štetu.